# Cosmarium pseudobroomei
Cosmarium pseudobroomei  là một loài Song tinh tảo trong họ Desmidiaceae, thuộc chi Cosmarium.